# Világvége és a keményre főtt csodaország
A Világvége és a keményre főtt csodaország (世界の終りとハードボイルド・ワンダーランド, Szekai no ovari to Hádoboirudo vandárando) Murakami Haruki japán író 1985-ös regénye. A mágikus realizmus irányzatához tartozó regényben fejezetenként váltakozva két névtelen narrátor mesél két, látszólag egymástól független történetet. A regény magyar fordításban először 1998-ban, az Európa Könyvkiadó kiadásában, majd pedig 2008-ban, a Geopen kiadásában jelent meg Erdős György fordításában.

## Cselekmény
|  | Alább a cselekmény részletei következnek! |

A páratlan számozású fejezetek a „Keményre főzött csodaország” világában játszódnak. A történet névtelen narrátora egy numerátor. A numerátorok adattitkosítók, akik a „Rendszernek” nevezett szervezet közvetítésével teljesítenek megbízásokat. Míg a numerátorok az adatok titkosításával foglalkoznak, addig szemiotikusok az adatkalóz Gyár alkalmazásában ezeket a titkosított adatokat próbálják visszafejteni. A narrátor egy rejtélyes tudóstól kap megbízást, aki az akusztika és a hangelvonás területén végez kutatásokat.
A páros számú, „Világvége” fejeztek narrátora egy furcsa szabályok alapján működő város legújabb lakója. A magas fallal körülvett város elszigetelten távol fekszik minden más településtől. Az új lakos a város álomfejtője, akinek az a feladata, hogy nap mint nap a könyvtárban a városban és a város körül élő egyszarvúak koponyájából olvassa ki a régi álmokat.
|  | Itt a vége a cselekmény részletezésének! |

## Magyarul
- Világvége és a keményre főtt csodaország; ford., utószó Erdős György; Európa, Bp., 1998